# Cezareea Maritima
Caesarea Maritima (/ˌsɛsəˈriːə məˈrɪtɪmə/; în greacă: Παράλιος Καισάρεια Parálios Kaisáreia), fost Turnul lui Strato, cunoscută și sub numele de Caesarea Palestinae, a fost un oraș antic în Câmpia Sharon de pe coasta Mediteranei, acum în ruine și inclus într-un parc național israelian⁠(<span title="Parcuri naționale și rezervații naturale ale Israelului|parc național israelian la Wikidata">d).
Orașul și portul au fost construite sub Irod cel Mare în timpul c. 22-10 sau 9 î.Hr. în apropierea locului unei foste stații navale feniciană cunoscută sub numele de „Stratonos pyrgos”, (Στράτωνος πύργος, „Turnul lui Straton”), probabil numit după regele din secolul al IV-lea î.Hr. al Sidonului, Strato I.

## Statutul UNESCO
Din anul 2000, situl Cezareea Maritima este inclus în „Lista tentativă a locurilor din patrimoniul mondial” a UNESCO. Orașul păgân a suferit mari schimbări sub Irod, care l-a redenumit Cezareea în onoarea împăratului roman, Cezar Augustus.